# Gabriel Holmes
Gabriel Holmes (* um 1769 bei Clinton, Province of North Carolina; † 26. September 1829 ebenda) war ein US-amerikanischer Politiker und der 21. Gouverneur des Bundesstaates North Carolina.

## Frühe Jahre und politischer Aufstieg
Gabriel Holmes erhielt seine Ausbildung an der Zion Parnassus Academy. Später studierte er an der Harvard University. Nach erfolgreichem Abschluss seines Jurastudiums wurde er 1790 als Rechtsanwalt zugelassen. Daraufhin eröffnete er in seiner Heimatstadt Clinton eine Anwaltskanzlei.
Im Jahr 1794 wurde er in das Repräsentantenhaus von North Carolina gewählt, dort blieb er bis 1795. Von 1797 bis 1802 sowie nochmals von 1812 bis 1813 saß er im Senat seines Heimatstaates. Im Jahr 1821 wurde er vom Staatsparlament als Nachfolger von Jesse Franklin zum Gouverneur von North Carolina gewählt.

## Gouverneur und Kongressabgeordneter
Holmes wurde nach seiner Wahl 1821 in den beiden folgenden Jahren jeweils in seinem Amt bestätigt. Damit konnte er das verfassungsmäßige Limit von drei zusammenhängenden Amtszeiten voll ausnützen. Seine Amtszeit begann am 7. Dezember 1821 und endete am 7. Dezember 1824. In dieser Zeit wurde eine Schulsteuer eingeführt, um die Verbesserung des Schulsystems finanzieren zu können. Ansonsten kürzte der Gouverneur die Staatsausgaben, um den Haushalt zu entlasten. Darüber hinaus förderte er die Landwirtschaft.
Nach dem Ende seiner dritten und letzten Amtszeit im Dezember 1824 wurde er in das US-Repräsentantenhaus gewählt. Er trat dieses Mandat am 4. März 1825 an und behielt es als Vertreter des fünften Kongresswahlbezirks von North Carolina bis zu seinem Tod im September 1829. Gabriel Holmes war mit Mary Smith Hunter verheiratet, mit der er sechs Kinder hatte. Sein Sohn Theophilus H. Holmes war Generalleutnant im Heer der Konföderation.